# Шанчеви на Карађорђевом брду
Шанчеви на Карађорђевом брду су под заштитом Завода за заштиту споменика културе Крагујевац. С обзиром да представљају значајну историјску грађевину, проглашени су непокретним културним добром Републике Србије.

## Историја
Шанчеви на Карађорђевом брду потичу из периода Првог српског устанка. Након убиства дахија, султан Селим III је поставио за београдског пашу Џафиза који је до тада био паша Ниша. Крајем јула 1805. године је из Ниша упутио у београдски пашалук око 15.000 својих војника. Устаници су планирали да га спрече да се домогне Београда и формирали су две групе, једну коју је предводио Карађорђе и другу коју су предводили Петар Добрњац и Миленко Стојковић. Сазнавши за ово, Хафиз паша је одлучио да покуша да пробије устаничку војску код Иванковца. Устаници су прешли са друге стране Иванковачког брда, на тадашње Турско брдо, које ће касније добити назив Карађорђево због догађаја који су уследили. Они су подигли камп и ископали шанчеве на брду, а Турци су се повукли ка месту са сасвим друге стране града. Стеван Стевановић је затражио од Карађорђа да пуца из топа ка турском кампу, након добијања дозволе је испалио ђуле којим је погодио шатор и ногу Хафиз паше након чега се турска војска повукла ка Нишу, а током тог пута је паша преминуо од последица повреде. Током Првог светског рата су шанчеви искоришћени и од стране немачке војске за постављање топова како би се зауставила српска војска која је долазила са Солунског фронта.